# Ǽ
Ǽ (minuskule ǽ) je speciální písmeno latinky. Nazývá se Æ s čárkou. V současnosti se již nepoužívá v žádném jazyce, ale dříve se používalo v dánštině a výjimečně i v staroangličtině, kde se však často místo tohoto písmena používalo písmeno Ǣ. V Unicode má majuskulní podoba kód U+01FC a minuskulní U+01FD.